# Radomsko
Radomsko er en by i Polen, i Lodz-voivodskab (Łódź-voivodskab, Województwo łódzkie). Radomsko er hovedsæde for amtet Powiat radomszczański.
- befolkning: 49.313 (2006)

## Natur (omegn)
- Przedborski Park Krajobrazowy
- Sulejowski Park Krajobrazowy
- Załęczański Park Krajobrazowy

## Turisme

### Seværdigheder (by)
- Kloster (13./14. århundrede)
- Kirker
- Rådhus (19. århundrede)
- Herregård (20. århundrede)
- Museum (Muzeum Regionalne w Radomsku)

### Turisme (omegn)
- by Piotrków Trybunalski
- by Częstochowa
- by Przedbórz og Przedborski Park Krajobrazowy
- by Sulejów og Sulejowski Park Krajobrazowy
- by Wieluń og Załęczański Park Krajobrazowy

## Byer ved Radomsko
- Przedbórz
- Piotrków Trybunalski
- Sulejów
- Częstochowa
- Wieluń
- Kamieńsk
- Bełchatów

## Landsbyer ved Radomsko
- Bąkowa Góra
- Czermno
- Skotniki
- Wielgomłyny
- Gidle
- Gorzkowice